# The Race Is On
Singles de George Jones
Where Does a Little Tear Come From
(1964) Least of All
(1965)
Singles de Dave Edmunds
Almost Saturday Night
(1981) Slipping Away
(1983)
Singles de Sawyer Brown
Old Pair of Shoes
(1989) Did It for Love
(1990)
"The Race Is On" est une chanson coécrite et enregistrée par l'artiste américain de musique country George Jones. Il s'agit du premier single extrait de son album du même nom de 1965. Publiée en single fin 1964, celui-ci a atteint la troisième position du hit-parade Billboard Hot Country Singles et la 96e position du Billboard Hot 100 en janvier 1965.

## Reprises notables
En 1965 également, le chanteur Jack Jones (qui n'a aucun lien avec George Jones) a publié une version pop/easy listening du morceau. Cette version a atteint la 15e position du Billboard Hot 100 et a passé une semaine à la première place du hit-parade Billboard adult contemporary en avril 1965.  Alvin et les Chipmunks ont repris la chanson sur leur album Chipmunks à Go-Go la même année.
Les Grateful Dead ont repris la chanson sur leur album live de 1981, Reckoning. L'artiste rockabilly Dave Edmunds a enregistré une version, en collaboration avec les Stray Cats dont il avait récemment produit le premier album, pour son album de 1981, Twangin.... Publiée en single, cette version a atteint la 34e position du hit-parade anglais, mais n'est pas entrée dans le hit-parade américain.
"The Race Is On" est de nouveau entrée dans le hit-parade country américain en 1989 quand le groupe de musique country Sawyer Brown l'a reprise et publiée en tant que premier single extrait de leur album The Boys Are Back. Cette version a atteint la cinquième position du hit-parade country aux États-Unis et la troisième position du hit-parade country au Canada. Le clip vidéo a été réalisé par John Lloyd Miller et montre des images de la tournée de Sawyer Brown.

## Positions dans les hits-parades

### Version de George Jones
| Chart (1965)                       | Position |
| ---------------------------------- | -------- |
| U.S. Billboard Hot Country Singles | 3        |
| U.S. Billboard Hot 100             | 96       |

### Version de Jack Jones
| Chart (1965)                       | Position |
| ---------------------------------- | -------- |
| U.S. Billboard Hot 100             | 15       |
| U.S. Billboard Middle-Road Singles | 1        |

### Version de Dave Edmunds
| Chart (1981)     | Position |
| ---------------- | -------- |
| UK Singles Chart | 34       |

### Version de Sawyer Brown
| Chart (1989)                       | Position |
| ---------------------------------- | -------- |
| U.S. Billboard Hot Country Singles | 5        |
| Canadian RPM Country Tracks        | 3        |